# Octavia Hillová
Octavia Hillová (nepřechýleně Hill, 3. prosince 1838 Wisbech, Spojené království – 13. srpna 1912 Londýn) byla významná britská dobrovolná sociální pracovnice a spoluzakladatelka The National Trustu.

## Mládí
Narodila se ve středně stavovské rodině se silným sociálním cítěním. Její rodiče založili ve Wisbechu mateřskou školu pro chudé děti. Později rodina žila v několika dalších městech a následně se usadila ve Finchley. Později se Octaviina matka s dětmi přestěhovala do Londýna. V Londýně si jí všiml John Ruskin, který ji zaměstnal jako uměleckou kopistku. Roku 1857 vstoupila do Anglikánské církve.

## Sociální bydlení
Na její návrh zakoupil John Ruskin roku 1865 tři nájemní domy pro dělníky blízko ulice Marylebone High Street a předal jí je do její správy. Chtěla zlepšit bytové poměry pracujících, včetně snížení přeplněnosti bytů. Její metoda spočívala v tom, že osobně chodila každý týden vybírat rentu a při té příležitosti se zajímala i o život nájemníka. Její metoda byla pevná, ale i soucitná. Založená na oboustranném respektu, ale i očekávání, že nájemník zaplatí nájem. Ač byl původně informována, že velmi chudí nájemníci nejsou schopni platit podnájem pravidelně, tak trvala na pravidelném týdenním placení nájmu a peníze se vždycky našly. Nájemníkům poskytovala dobře fungující servis. Ona a její spolupracovníci (ze začátku dobrovolníci, až později placení profesionální pracovníci) věnovali pravidelnou pozornost detailním potřebám domů a nájemníků. To kontrastovalo s počínáním ostatních majitelů nemovitostí, kteří ignorovali své povinnosti vůči nájemcům, zatímco nájemci byli sami příliš ignorantští, aby svůj stav zlepšili. Její způsob charity byl i zároveň byznysem, neboť přitáhla investory, kteří byli ochotni koupit domy a akceptovat zisk jen 5 % na místo možného zisku 12 %, dosaženého přeplňováním domů. V té době totiž mnoho podnájemníků neplatilo a skutečný realizovaný zisk byl menší. Zbylé peníze pa byly pak investovány do dalšího vybavení po konzultaci s nájemci, a také budovám se dostalo pravidelné údržby a oprav. Tím se zároveň zhodnocovaly. Základem Octaviina systému bylo trvání na řádném placení nájmu. Roku 1874 ona sama společně se svými spolupracovníky kontrolovala již 3000 nájemních smluv na 17 místech v Londýně. V době, kdy začínala se sociálním bydlením, se již královské a zvláštní komise tímto problémem zabývaly a první legislativa byla už projednána. To však podle ní selhávalo pokud šlo o nejchudší pracující.
Roku 1877 se rozešla se svým společníkem Johnem Ruskinem a zároveň utrpěla kolaps. Následující tři roky odpočívala a cestovala. Roku 1884 se stala manažerkou některých majetků v držení církevní organizace Ecclesiastical Commissioners a spravuje její vlastnictví v Southwarku. Roku 1888 zde otevřela domky Red Cross se zahradou a halou. Roku 1906 Ecclesiastical Commissioners začala s navrhováním Walworth Estate a Octavia organizaci přesvědčila, aby mohla ona a její kolegové provést návrh a zrealizovat ho. Výstavba zahrnovala 790 domků a tří podlažních nájemních domů.

## Kyrkle Society a National Trust
Kyrkle Society byla založena Octavii a její sestrou Mirandou roku 1877. Během své praxe zjistila, že velkým břemenem pro chudé nebyla ani tak chudoba, jako ošklivost. Podle ní byl život zbavený krásy ochuzený. Kyrkle Society měla výbory pro hudbu, veřejná prostranství a literaturu, pomocí kterých se snažila obohatit život chudých. Stala se i předobrazem pokročilejší organizace National Trustu. Zasloužila se i o vznik Army Cadet Movement pro chlapce ze Southwarku.
Lobbovala za zachování různých veřejných prostranství (parků) v Londýně. Uvědomovala si však, že veřejně vlastněné parky nejsou natrvalo chráněné před zrušením nebo prodáním. To vedlo roku 1895 k založení dodnes působícího The National Trust for Places of Historic Interest or Natural Beauty (zkráceně The National Trust). Vedle ní se na založení podíleli Robert Hunter a Hardwicke Rawnsley. Tento spolek měl nakupovat a opečovávat přírodní a historické památky, a to na věčné časy a pro kohokoliv („for ever, for every one“). Významně přispěla spolku sítí dárců a dobrovolných pracovníků. Jako první byly do majetku získána Barmouth Bay a Alfriston's Priest House. Později se podařilo prosadit usnesení parlamentu o tom, že půda spolku může být zcizena jen se souhlasem samotného parlamentu. Dvě třetiny donátorů spolku v době Octavie Hillové byly ženy.

## Kritika veřejného řešení problémů chudoby
Od roku 1905 zasedala ve veřejné Royal Commission on the Poor Law (komisi pro chudé). K veřejné sociální péči však zaujímala spíše negativní postoj. Domnívala se, že veřejné sociální bydlení povede ke vzniku dvou oddělených světů: těch co žijí v ghetto obecního bydlení a ostatních. Přičemž ona chtěla stavět mezi lidmi mosty. Její řešení sociálních problémů nemělo vycházet z administrativních, byrokratických anebo utopických vizí, ale ze vzájemné odpovědnosti. Octavia měla také odpor k nezaměřené nahodilé charitě. Veřejná sociální péče byla také podle ní byrokratické a neosobní. Z jejího pohledu vedl „veřejný socialismus a dotované bydlení“ k nevybíravé demolici, vybydlení domů (re-housing) a destrukci komunit.
Domnívala se také, že pokud člověk sám odmítá vynaložit úsilí na své zlepšování, tak je externí pomoc horší než neužitečná. Byla také otevřeným kritikem systémů veřejného chudinství provozovaného Poor Law Boards, protože tyto systémy nepobízely chudé k hledání práce, považovala je za mrhání veřejnými prostředky. Poskytování sociálních služeb a starobní penze vládou pak má mít za následek více škody než užitku, protože podkopává lidskou samostatnost. Některé z obecních projektů sociálního bydlení z počátku následovaly model Octavie Hillové a její příklad ovlivnil i některé jiné dobrovolné aktivity jak doma, tak v zahraničí.